# جورج فان دریم
جورج «شورس» فان دریم (هلندی: George van Driem)؛ (زادهٔ ۱۹۵۷) استاد بازنشسته زبان‌شناسی در دانشگاه برن است. او زبان‌های آسیای شرقی را مطالعه کرده و به خاطر فرضیه زبان پدری شناخته شده است.

## تحصیلات
- دانشگاه لیدن، ۱۹۸۳–۱۹۸۷ (دکترا، دستور زبان لیمبو)
- دانشگاه لیدن، ۱۹۸۱–۱۹۸۳ (کارشناسی ارشد اسلاوی، کارشناسی انگلیسی، کارشناسی ارشد زبان‌شناسی عمومی)
- دانشگاه لیدن، ۱۹۷۹–۱۹۸۱ (کارشناسی اسلاوی)
- دانشگاه ویرجینیا در شارلوتزویل، ۱۹۷۵–۱۹۷۹ (کارشناسی زیست‌شناسی)
- دانشگاه کاتولیک نیمیخن، ۱۹۷۸–۱۹۷۹
- ایستگاه زیست‌شناسی دریایی جزیره واتلینگ در جزیره سن سالوادور در باهاما، ۱۹۷۷
- دانشگاه دوک در دورهام، کارولینای شمالی، ۱۹۷۶

## پژوهش
جورج فان دریم از سال ۱۹۸۳ تحقیقات میدانی را در هیمالیا انجام داده است. دولت سلطنتی بوتان به او مأموریت داد تا دستور زبانی برای زبان ملی دزونگخا تدوین کند، یک رومی‌سازی واج‌شناختی برای زبانی که به نام رومن دزونگخا شناخته می‌شود، طراحی کند و بررسی کاملی از جوامع زبانی پادشاهی انجام دهد. او و کارما شینگ، سخنگوی بومی دزونگخا، به‌طور مشترک کتاب درسی معتبری در مورد دزونگخا نوشتند. فان دریم دستور زبان‌های لیمبو و دومی، زبان‌های کرانتی که در شرق نپال صحبت می‌شوند، و زبان بومتانگ در مرکز بوتان را نوشت. او نویسنده کتاب «زبان‌های هیمالیا»، یک کتابچه راهنمای قوم‌زبانی دو جلدی از منطقه بزرگ‌تر هیمالیا است. او تحت برنامه‌ای به نام «زبان‌ها و ژن‌های منطقه بزرگ‌تر هیمالیا»، که با همکاری دولت نپال و دولت سلطنتی بوتان انجام شد، DNA بسیاری از مردم بومی هیمالیا را جمع‌آوری کرد.
در برن، جورج فان دریم در حال حاضر برنامه تحقیقاتی «اهداف راهبردی در شبه قاره» را اداره می‌کند، که هدف آن تجزیه و تحلیل و توصیف زبان‌های در معرض خطر و کم‌ثبت شده در جنوب آسیا است. این برنامه تحقیقاتی در واقع تنوعی از پروژه زبان‌های هیمالیا است که او در دانشگاه لیدن، جایی که تا سال ۲۰۰۹ ریاست زبان‌شناسی توصیفی را بر عهده داشت، هدایت می‌کرد. او و تیم تحقیقاتی‌اش بیش از دوازده زبان در معرض خطر منطقه بزرگ‌تر هیمالیا را مستندسازی کرده‌اند و دستور زبان‌ها و واژگان تحلیلی را تولید کرده‌اند و متون بومی تحلیل‌شده ریخت‌شناسی را ثبت کرده‌اند.
تحقیقات میان‌رشته‌ای او با همکاری متخصصان ژنتیک منجر به پیشرفت‌هایی در بازسازی پیش از تاریخ قوم‌زبانی آسیا شده است. او بر اساس دیرینه‌شناسی زبانی، فیلوژئوگرافی قوم‌زبانی، ژنتیک برنج و توزیع گونه‌های جانوری هولوسن، همونگ-مین باستان و آستروآسیایی‌ها را به عنوان اولین اهلی‌کنندگان برنج آسیایی شناسایی کرد و نظریه‌ای را در مورد سرزمین‌ها و پراکندگی ماقبل تاریخ همونگ-مین، آستروآسیایی منتشر کرد. و شاخه زبانی فراهیمالیایی. کار تاریخی زبانی او در مورد تبارزایی زبانی، فرضیه چینی-تبتی بدون پشتوانه را با مدل تبارزایی قدیمی‌تر و آگنوستیک‌تر تبتی-بورمن جایگزین کرده است، که برای آن نام جغرافیایی خنثی فراهیمالیایی را در سال ۲۰۰۴ پیشنهاد کرد. او نظریه داروینی زبان را توسعه داد. به عنوان Symbiosism شناخته می‌شود، و او نویسنده فلسفه Symbiomism است.

## گزیده انتشارات
- (1987). A Grammar of Limbu. Mouton De Gruyter. ISBN 3-11-011282-5. (کتابی در مورد دستور زبان لیمبو)
- (1997). "Sino-Bodic". Bulletin of the School of Oriental and African Studies. 60 (3): 455–488. doi:10.1017/S0041977X0003250X. S2CID ۲۴۶۶۳۸۵۱۲. (مقاله‌ای در مورد زبان‌های چینی-تبتی)
- (2001). Languages of the Himalayas: An Ethnolinguistic Handbook of the Greater Himalayan Region. Brill. ISBN 90-04-12062-9. (کتاب راهنمایی در مورد زبان‌های هیمالیا)
- (2003). "The Language Organism: The Leiden theory of language evolution". In Mírovský, Jiří; Kotěšovcová, Anna; Hajičová, Eva (eds.). Proceedings of the XVIIth International Congress of Linguists, Prague, July 24–29, 2003. Prague: Matematicko-fyzikální fakulty Univerzity Karlovy. (مقاله‌ای در مورد نظریه لیدن در مورد تکامل زبان)
- (2002). "Tibeto-Burman Phylogeny and Prehistory: Languages, Material Culture and Genes". In Bellwood, Peter; Renfrew, Colin (eds.). Examining the farming/language dispersal hypothesis. McDonald Institute for Archaeological Research, University of Cambridge. pp. 233–249. ISBN 1-902937-20-1. (مقاله‌ای در مورد تبارزایی و پیش از تاریخ تبتی-بورمن)
- (2004). "Language as organism: A brief introduction to the Leiden theory of language evolution". In Lin, Ying-chin; Hsu, Fang-min; Lee, Chun-chih; Jackson, T.S. (eds.). Studies on Sino-Tibetan Languages: Papers in Honor of Professor Hwang-cherng Gong on his Seventieth Birthday. Language and Linguistics Monograph Series W-4. Taipei: Institute of Linguistics, Academia Sinica. pp. ۱–۹. (مقاله‌ای در مورد نظریه لیدن در مورد تکامل زبان)
- (2007). "Austroasiatic phylogeny and the Austroasiatic homeland in light of recent population genetic studies" (PDF). Mon–Khmer Studies: A Journal of Southeast Asian Languages and Cultures (37): ۱–۱۴. (مقاله‌ای در مورد تبارزایی و سرزمین مادری آستروآسیایی)
- (2007). "The diversity of the Tibeto-Burman language family and the linguistic ancestry of Chinese". Bulletin of Chinese Linguistics. 1 (2): 211–270. doi:10.1163/2405478X-۹۰۰۰۰۰۲۳. (مقاله‌ای در مورد تنوع خانواده زبانی تبتی-بورمن و اجداد زبانی چینی)
- (2007). A Holistic Approach to the Fine Art of Grammar Writing: The Dallas Manifesto. (کتابی در مورد یک رویکرد جامع به هنر نگارش دستور زبان)

## جوایز و افتخارات
۱۹۹۶ جوایز رولکس برای بنگاه‌های اقتصادی برای راه‌اندازی پروژه زبان‌های هیمالیا
۱۹۹۸ به عنوان عضو افتخاری Kirat Yakthung Chumlung در کاتماندو انتخاب شد